# Edmund Burke (Politiker)

Edmund Burke

Edmund Burke (* 23. Januar 1809 in Westminster, Windham County, Vermont; † 25. Januar 1882 in Newport, New Hampshire) war ein US-amerikanischer Politiker. Zwischen 1839 und 1845 vertrat er den Bundesstaat New Hampshire im US-Repräsentantenhaus.

## Werdegang
Edmund Burke besuchte die öffentlichen Schulen seiner Heimat. Nach einem anschließenden Jurastudium und seiner im Jahr 1826 erfolgten Zulassung als Rechtsanwalt begann er in Colebrook (New Hampshire) in seinem neuen Beruf zu arbeiten. Im Jahr 1833 zog er nach Claremont, wo er in das Zeitungsgeschäft einstieg. Ein Jahr später, 1834, zog er nach Newport, wo er zwei Tageszeitungen vereinigte und das neue Blatt dann für einige Jahre herausgab.
Burke war auch Mitglied in der Staatsmiliz von New Hampshire. In den Jahren 1837 und 1838 gehörte er als Adjutant und Inspekteur dem Oberkommando dieser Einheit an. Politisch war er Mitglied der Demokratischen Partei. Bei den Kongresswahlen des Jahres 1838, die staatsweit abgehalten wurden, wurde er für das zweite Abgeordnetenmandat von New Hampshire in das US-Repräsentantenhaus in Washington, D.C. gewählt. Dort trat er am 4. März 1839 die Nachfolge von James Farrington an. Nach zwei Wiederwahlen konnte er bis zum 3. März 1845 drei zusammenhängende Legislaturperioden im Kongress absolvieren. Diese waren seit 1841 von den Spannungen zwischen dem Präsidenten John Tyler und der Whig Party überschattet. Auch die Frage eines möglichen Anschlusses der damals unabhängigen Republik Texas an die Vereinigten Staaten war ein heftig umstrittenes Thema.
1844 verzichtete Burke auf eine weitere Kandidatur. Im selben Jahr war er Delegierter zur Democratic National Convention in Baltimore, auf der James K. Polk als Präsidentschaftskandidat der Partei nominiert wurde. Im Jahr 1846 wurde Burke von dem inzwischen zum Präsidenten gewählten Polk zum Patentbeauftragten der Bundesregierung ernannt. Dieses Amt übte er bis zum 3. September 1850 aus. Danach arbeitete Burke wieder als Anwalt. Im Jahr 1852 war er erneut Delegierter auf dem Bundesparteitag der Demokraten, auf dem Franklin Pierce für die Präsidentschaft nominiert wurde. 1867 leitete er den regionalen Parteitag der Demokraten in New Hampshire. Sein letztes politisches Mandat übte Edmund Burke im Jahr 1871 als Mitglied des Landwirtschaftsausschusses von New Hampshire aus. Er starb am 25. Januar 1882 in Newport und wurde dort auch beigesetzt.